# Gorham (Kansas)
Gorham – miasto w Stanach Zjednoczonych, w stanie Kansas, w hrabstwie Russell.